# Патрісіо Альварес
Патрісіо Альварес (ісп. Patricio Álvarez; нар. 24 січня 1994, Ліма) — перуанський футболіст, воротар клубу «Спортінг Крістал».
Виступав, зокрема, за клуби «Універсітаріо де Депортес» та «Мельгар».

## Ігрова кар'єра
Народився 24 січня 1994 року в місті Ліма. Вихованець футбольної школи клубу «Універсітаріо де Депортес». Дорослу футбольну кар'єру розпочав 2012 року в основній команді того ж клубу, в якій провів три сезони, взявши участь в одному матчі чемпіонату.
Своєю грою за цю команду привернув увагу представників тренерського штабу клубу «Мельгар», до складу якого приєднався 2015 року. Відіграв за команду з Арекіпи наступні три сезони своєї ігрової кар'єри.
До складу клубу «Спортінг Крістал» приєднався 2018 року. Станом на 20 травня 2019 року відіграв за команду з Ліми 56 матчів в національному чемпіонаті.

## Титули і досягнення
- Срібний призер Кубка Америки: 2019